# Masaryktown (Toronto)
Masaryktown se nachází ve Scarborough, nynější součásti Toronta v kanadském Ontariu. Je to významné středisko pro českou a slovenskou komunitu v Ontariu. V Masaryktownu se nachází také krajanská charitativní organizace nazývaná Masaryk Memorial Institute (Masarykův ústav v Torontu).
V Masaryktownu je překrásný park, knihovna, domovy pro důchodce, domovy pro rodiny, menší fotbalové hřiště a krajanská restaurace (Prague Restaurant). V okolí jsou některé ulice nazvány po československých osobnostech, např. Palacky Street, Kollar Drive, Beran Drive apod.
Masaryktown je místem, kde se každoročně pořádají různé krajanské kulturní a sportovní akce.